# Jöchelspitze
Il   Jöchelspitze   è una montagna alta 2.226 m sopra il livello del mare, sita nelle Alpi dell'Algovia, nella Catena montuosa dell'Hornbach, nello stato federale austriaco del Tirolo, in Austria.  È la vetta più meridionale di una cresta laterale della catena principale delle Alpi dell'Algovia, che si estende dall'Hornbachspitze attraverso il Großer Krottenkopf verso sud nella Lechtal. Si tratta di un ripido monte erboso tipico dell'Algovia, con una flora molto ricca.

## Accesso
Ci sono diversi sentieri segnalati che portano alla montagna; Il modo più semplice per raggiungerlo è attraverso il sentiero naturalistico botanico dalla stazione a monte della funivia Lechtal, che dura circa 1,5 ore.